# Segerfelt
Segerfelt var en svensk adelsätt, av samma ursprung som ätterna Furuhjelm och Melanderhjelm.

## Historik
Ättens äldste kände stamfader är Petrus Olai Angermannus, kyrkoherde i Söderby-Karls socken åren 1577–1595. Dennes son Johannes Petri i Väddö socken var kontraktsprost och riksdagsman, och gift med Christina, dotter till Simon Olai Nauclérus och ärkebiskop Olaus Martinis dotter, Bureättlingen Christina Naucléra. Barnen upptog namnet Melander. Av dessa var Magnus Melander farfar till Daniel Melanderhjelm som adlades. Magnus bror Petrus Johannis Melander var kyrkoherde i Odensala socken och kontraktsprost, och fick med sin hustru Anna Fabritia sonen Abraham Melander, som efter en juridisk examen vid Uppsala universitet inträdde i militären, där han med titeln major vid Västmanlands regemente adlades 1718 med namnet Segerfelt. Han hade då deltagit i kalabaliken i Bender och varit krigsfånge hos ryssarna. Ätten introducerades 1720 på nummer 1595.
Segerfelt gifte sig 1720 med Elisabet Iserhielm som var dotter till Mattias Iser och Margareta Nyman. Dottern Anna Margareta var gift med greve Carl Cronhielm af Flosta, Den ende sonen som överlevde barndomen, Carl Adam Segerfelt, avled ogift 1747.
Abraham Melander Segerfelt blev efter adlandet överste och riddare av Svärdsorden, samt skrev sig till Kvantenburg efter sin svärfader. När han avled 1753 slöt han själv sin adliga ätt på svärdssidan. På spinnsidan slöts ätten med Anna Margareta Cronhielm 1786.